# Aeroportul Depati Amir
Aeroportul Depati Amir (IATA: PGK, ICAO: WIPK) este un aeroport din Pangkal Pinang, Bangka Belitung Islands⁠(d), Indonezia ce deservește zona Pangkal Pinang. Aeroportul a fost tranzitat în 2018 de 2.089.803 pasageri. A fost deschis în 1942 și numit după Depati Amir⁠(d).
Situat la o altitudine de 33 m, aeroportul dispune de o singură pistă. Este operat de Angkasa Pura⁠(d).